# Wedge Tomb von Lisnadarragh
Das Wedge Tomb von Lisnadarragh (irisch Lios na Darach) liegt östlich der Landstraße R181 nahe einer kleinen Nebenstraße, etwa 2 km nördlich von Shercock im Süden des County Monaghan nahe dem County Cavan in Irland. 
Wedge Tombs (dt.: „Keilgräber“), früher auch „wedge-shaped gallery grave“ genannt, sind doppelwandige, ganglose, mehrheitlich ungegliederte Megalithbauten der späten Jungsteinzeit und der frühen Bronzezeit. Keilgräber sind eine Gruppe von circa 580 Anlagen in Irland. Sie erhielten ihren Namen nach ihrem Aussehen. Sie bestehen aus einer überdachten Kammer, die in der Regel in der Höhe und Breite von vorne nach hinten abnimmt. Die Anlagen waren ursprünglich von runden, ovalen oder D-förmigen Steinhügeln bedeckt.

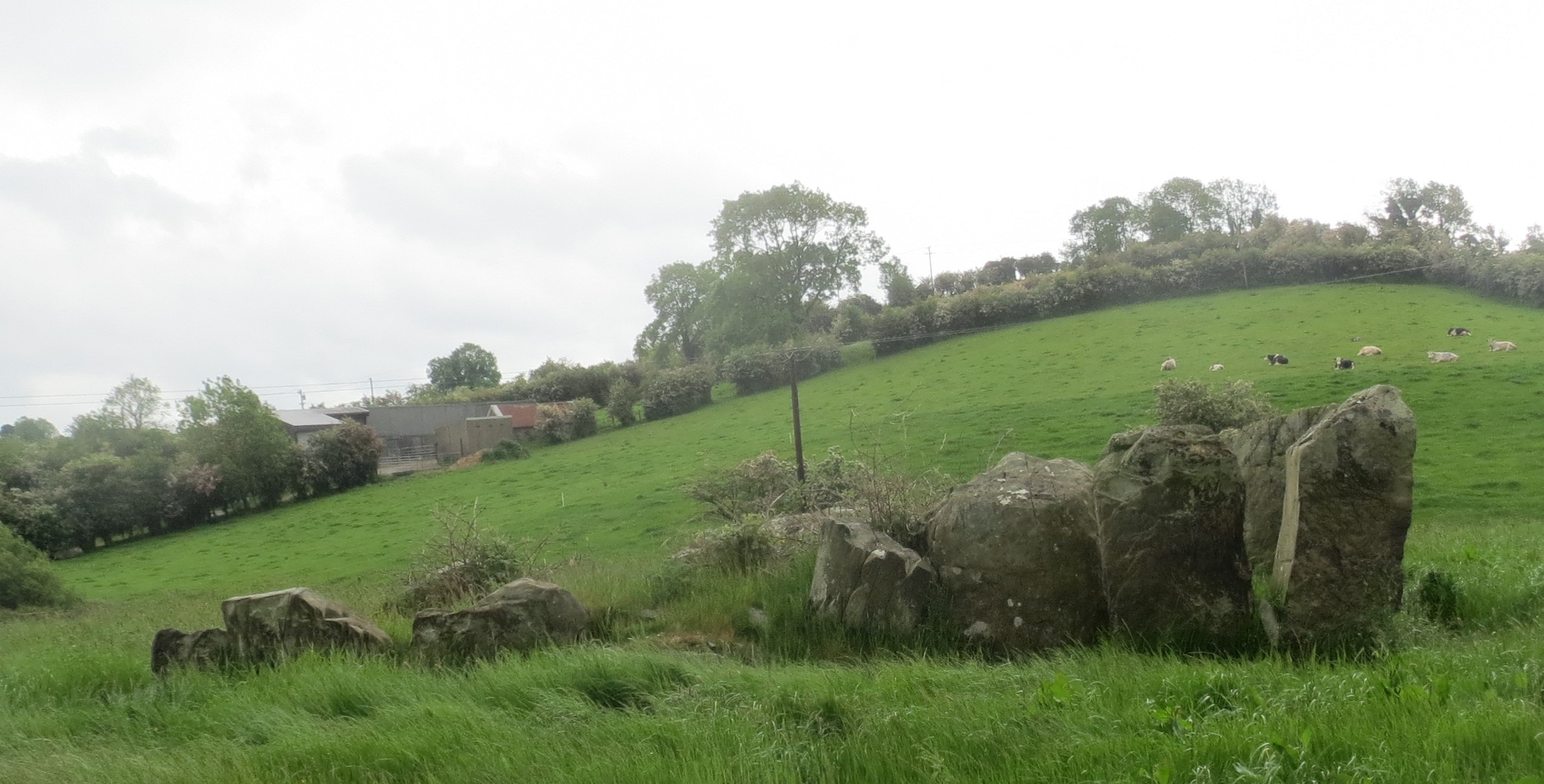
Lisnadarragh Wedge Tomb

## Beschreibung
Das Wedge Tomb ist auch als Giant's Grave bekannt. Es besteht aus einer schmalen, heute decksteinlose Galerie, von der mehr als 20 Tragsteine mit einer Höhe bis  zu 1,8 m erhalten sind. Einer der Decksteine liegt verstürzt in der Megalithanlage. Die Steine nehmen an Höhe von Südwesten (Zugangsseite) nach Nordosten ab.